# 瓦亞加河

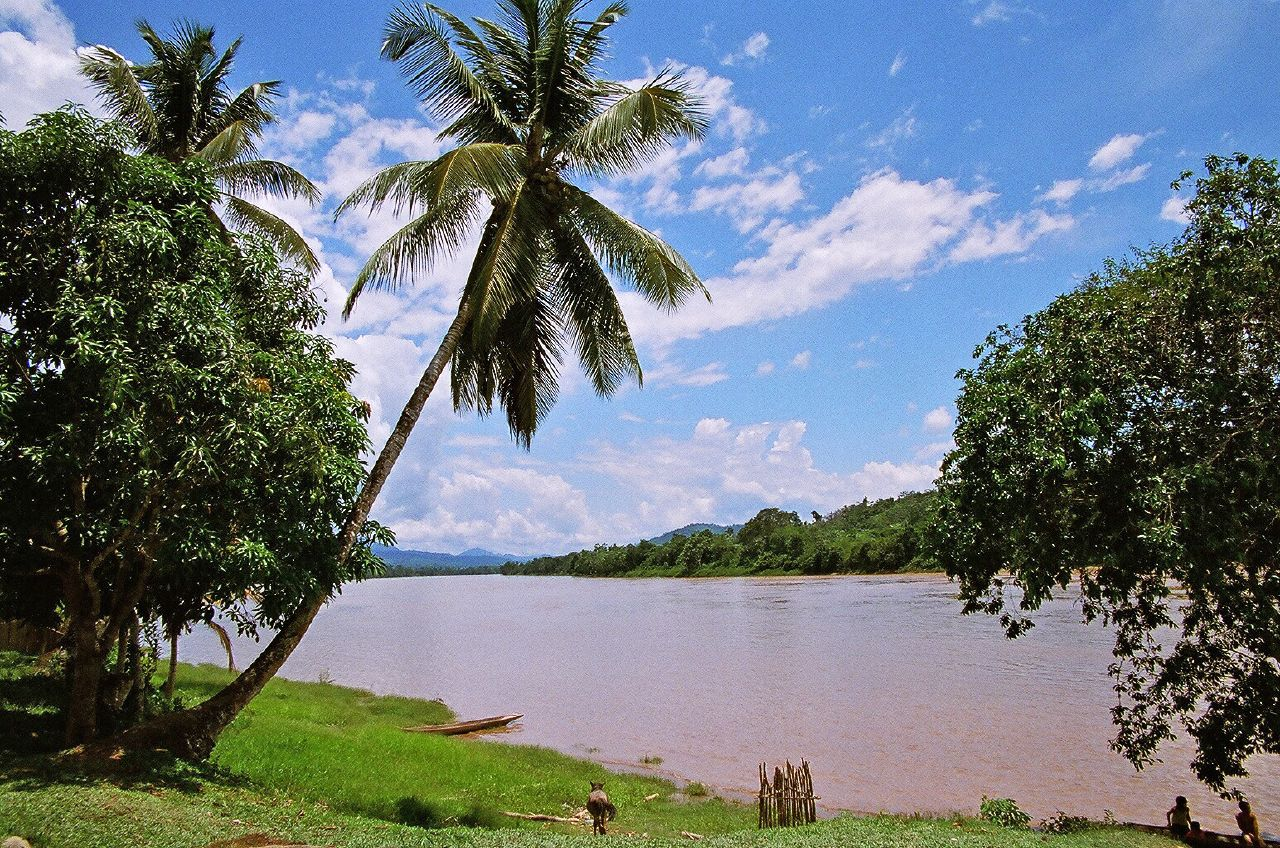
瓦亞加河

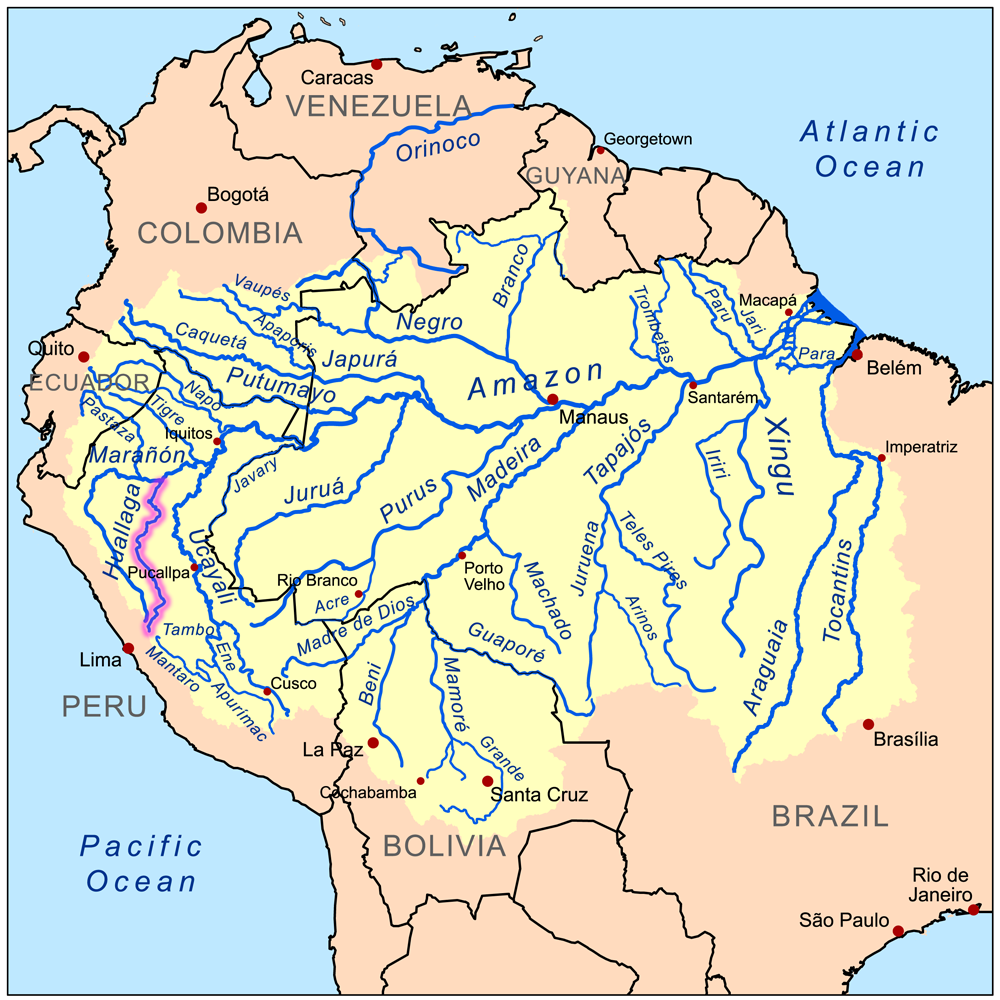
亞馬遜盆地（紫色為瓦亞加河）

瓦亞加河（Río Huallaga）是亞馬遜盆地馬拉尼翁河的支流，發源自秘魯中部安第斯山脈，與馬拉尼翁河匯流，河道全長300英哩（480公里），闊度40米至100米。
瓦亞加河全程都是洪流，流經一系列的峽谷，有42個急流，河谷兩岸種滿可可豆。
5°13′33″S 75°44′53″W / 5.22583°S 75.74806°W